# Az élet, a világmindenség, meg minden
Az élet, a világmindenség meg minden (Life, the Universe and Everything) Douglas Adams Galaxis útikalauz stopposoknak című ötrészes sci-fi „trilógiájának” harmadik része, mely az Egyesült Királyságban 1982-ben, Magyarországon 1993-ban jelent meg először.
A történetet Adams eredetileg egy Ki vagy, Doki?-epizód részére írta Doctor Who and the Krikketmen címmel, de a BBC elutasította. Később felmerült, hogy ez lesz a Galaxis útikalauz stopposoknak televíziós sorozat folytatásának története, de ez végül nem készült el.
A könyv rádiójáték-adaptációját 2004 szeptemberében sugározta a BBC Radio 4.

## Cselekmény
|  | Alább a cselekmény részletei következnek! |

A történet során Ford és Arthur átutaznak a tér-idő szerkezetében felfedezett lyukon a prehisztorikus Földről a londoni Lord's Cricket Ground nevű krikettpályára. Ott összefutnak Szlartibartfaszttal, aki a segítségüket kéri egy galaktikus háború kitörésének megakadályozásában. Sok-sok évvel korábban a Krikket bolygó népe megpróbált elpusztítani minden életet az univerzumban, de sikerült őket megállítani és bebörtönözni őket saját bolygójukon. Ezúttal ismét megpróbálják. Marvin, Zaphod és Trillian segítségével Arthuréknak sikerült megmenteni az univerzumot.

### Bisztromatika
A bisztromatika a regény kitalált módszere az űrutazásra. Alapvetés: a világegyetemben a fénynél gyorsabban csak a rossz hírek terjedhetnek, de a rossz hír meghajtású űrhajókat a civilizált világok lakói leszállás előtt megsemmisítik. Így a fénynél gyorsabb utazásnak csupán kétféle módja képzelhető el: a végtelen valószínűtlenség elvén működő valószínűtlenségi hajtómű, illetve a bisztromatikai hajtómű. A bisztromatika mint a matematika speciális részterületének lényege: az éttermek határain belül számlákra írott számok teljesen más matematikai szabályok szerint viselkednek, mint az Univerzum bármely más pontján bármely más papírra írt számok. Ahogy a bisztromatikai hajtóművel felszerelt űrhajót vezető Szlartibartfaszt összefoglalja: egy számlakönyvben a valóság és a képzelet olyan lényegi szinten ütközik, hogy mind a kettő a másik tulajdonságait veszi fel, és így bizonyos paramétereken belül minden elképzelhető. Azt persze nem lehet megmondani, hogy mik ezek a paraméterek. A bisztromatikai hajtómű a naiv szemlélő Arthur Dent szemében olasz vendéglőre emlékeztet, ahol robotpincérek szolgálnak ki robotvendégeket, de még az abroszt kiégető cigarettavégeknek is pontosan kiszámolt matematikai képlet szerint kell elhelyezkedni.
|  | Itt a vége a cselekmény részletezésének! |

## Cenzúra
A Galaxis útikalauz-sorozatban ez az egyetlen kötet, melynek amerikai kiadását cenzúrázták. Az eredeti angol kiadáshoz képest egyes részek kimaradták az amerikai verzióból, illetve módosítottak néhány szót, mondatot. Nagyobb volumenű kihagyás volt az 5. fejezetet kihagyása az amerikai nyomásból, lecserélték az „asshole” (magyarul seggfej) és a „shit” szavakat. A 22. fejezet eseményei szerint egy férfi Rudi-díjat kapott a „The Most Gratuitous Use Of The Word "Fuck" In A Serious Screenplay” (magyarul: A „bazdmeg” szó legindokolatlanabb használata egy komoly forgatókönyvben) című művéért. A mondat „fuck” szavát Amerikában „Belgium”-ra cserélték.

## Magyarul
- Az élet, a világmindenség, meg minden. A Galaxis útikalauz stopposoknak harmadik része; ford. Kollárik Péter; Új Vénusz, Bp., 1993 (Science fiction)

## Folytatások
- Galaxis útikalauz stopposoknak (1. rész)
- Vendéglő a világ végén (2. rész)
- Viszlát, és kösz a halakat! (4. rész)
- Jobbára ártalmatlan (5. rész)
- Ja, és még valami... (Eoin Colfer által írt hatodik rész)